# Калішин Василь Федорович
Василь Федорович Калішин (рос. Калишин Василий Фёдорович; 20 січня 1922, Чардим Петров — 23 листопада 1963, Київ) — радянський офіцер, Герой Радянського Союзу (1943), в роки німецько-радянської війни командир взводу розвідроти 54-ї гвардійської танкової бригади, гвардії молодший лейтенант.

## Біографія
Народився 20 січня 1922 року в селі Чардим Петров Саратовської губернії (нині Лопатинського району Пензенської області) в селянській родині. Росіянин. У 1924 році разом з батьками переїхав в Оренбурзьку область. Закінчив 7 класів Пречистенської школи Сарактаського району Оренбурзької області. Призваний в армію Нікольським райвійськкоматом в 1940 році.
Під час німецько-радянської війни в діючій армії — з червня 1941 року. Воював на Південно-Західному, Сталінградському, Брянському, Центральному, Воронезькому, 1-му Українському фронтах.
З 15 липня 1943 року до закінчення війни воював у 52-й (з 26 липня 1943 року — 23-й гвардійський) механізованій бригаді 15-го (з 26 липня 1943 року — 7-го гвардійського) танкового корпусу 3-ї гвардійської танкової армії. Брав участь в оборонних боях під Києвом і Харковом, у Сталінградській і Курській битвах, визволенні України, Білорусі, Польщі, розгромі гітлерівських військ у Німеччині та штурмі Берліна, звільненні Праги.
Особливо відзначився при форсуванні Дніпра і в боях на Букринському плацдармі. У ніч на 24 вересня 1943 року під чолом розвідувальної групи одним із перших у бригаді переправився через Дніпро в районі села Трахтемирів (нині Канівський район Черкаської області). Зайнявши плацдарм, розвідники утримували його до підходу основних сил. 29 вересня, перебуваючи у розвідці в районі села Григорівки (Канівський район), гранатами знищив дві кулеметні точки і до 20 гітлерівців.
Указом Президії Верховної Ради СРСР від 17 листопада 1943 року за мужність і героїзм, проявлені при форсуванні Дніпра і в боях на захопленому плацдармі, Калішину Василю Федоровичу присвоєно звання Героя Радянського Союзу з врученням ордена Леніна і медалі «Золота Зірка».

Надгробок Василя Калішина

Після закінчення війни продовжував службу в армії. У 1948 році закінчив Вищу офіцерську бронетанкову школу в Ленінграді. З 1949 року лейтенант В. Ф. Калішин — в запасі. Жив у Києві. Закінчив Автодорожній інститут. Помер 23 листопада 1963 року в Києві. Похований на Лук'янівському військовому кладовищі.

## Нагороди
Нагороджений орденами Леніна (17 листопада 1943), Червоного Прапора (18 травня 1945), Вітчизняної війни 1-го ступеня (19 жовтня 1943), Червоної Зірки (1943), медалями.